# Аринин, Евгений Игоревич
Евге́ний И́горевич Ари́нин (род. 6 февраля 1955 года, Челябинск, СССР) — российский религиовед и философ. Доктор философских наук, профессор Северного (Арктического) федерального университета имени М. В. Ломоносова. Профессор Орловского государственного университета. Профессор и заведующий кафедрой философии и религиоведения Владимирского государственного университета.

## Биография
Родился 6 февраля 1955 года в Челябинске.
В 1977 году окончил биолого—химический факультет Владимирский государственный педагогический институт имени П. И. Лебедева-Полянского.
В 1977 — 1989 годах работал учителем в средних школах Владимира и Владимирской области (Улыбышево, Судогодский р-н). А также заведовал кабинетом философии Владимирского государственного политехнического института.
В 1989 году в МГПИ имени В. И. Ленина защитил диссертацию на соискание учёной степени кандидата философских наук по теме «Субстратный, функциональный и системно-субстанциональный принципы познания сущности явлений» (специальность — 09.00.01 «диалектический и исторический материализм», ФС № 009882).
С 1989 по 2001 годы преподавал в Поморском государственном университете им. М. В. Ломоносова, где прошёл путь от ассистента до заведующего культурологи и религиоведения.
В 2000 году в МГУ имени М. В. Ломоносова защитил диссертацию на соискание учёной степени доктора философских наук по теме «Принципы сущностного анализа в религиоведении» (специальность 09.00.06 — «философия религии», 09.00.13 — «религиоведение, философская антропология, философия культуры», ДК № 005228). Научный консультант — доктор философских наук, профессор И. Я. Кантеров.
С 2001 года по настоящее время — профессор и заведующий кафедрой философии и религиоведения (ранее — философии и психологии) Гуманитарного института Владимирского государственного университета.
В 2004 году получил учёное звание профессора.
С 2005 года член редакционного совета Европейского журнала науки и теологии (англ. European Journal of Science and Theology).
С 2009 года — профессор кафедры религиоведения и теологии философского факультета Орловского государственного университета.
В 2010 году в МГПУ прошёл повышение квалификации по курсу «История и философия науки».
Профессор кафедры культурологии и религиоведения Института социально-гуманитарных и политических наук Северного (Арктического) федерального университета имени М. В. Ломоносова
С 2017 года — член по Центральному федеральному округу Экспертного совета исследователей религии при кафедре государственно-конфессиональных отношений РАНХиГС.

## Членство в научных и общественных организациях
Член УМО университетов РФ по философии, политологии и религиоведению при МГУ имени М. В. Ломоносова.
Член диссертационного совета «Социальная философия» в Северного (Арктического) федерального университета имени М. В. Ломоносова.
С 2002 года — член Экспертного совета при комиссии по вопросам религиозных объединений при главе администрации Владимирской области.
С 2002 года — член Российского философского общества.
С 2004 года — член Европейского общества исследования науки и теологии.
С 2006 года — член Метанексус института (Филадельфия, США).
С 2006 года — действительный член Международной академии наук высшей школы.
С 2010 года — член Императорского православного палестинского общества.
С 2010 года — член Совета по вопросам религиозных и национальных объединений при администрации Владимирской области.
Организатор и участник более чем 200 конференций. Участник Восемнадцатого, Девятнадцатого и Двадцатого конгрессов Международной Ассоциации истории религий. По данным старшего преподавателя кафедры философии религии и религиоведения философского факультета МГУ П. Н. Костылева, Е. И. Аринин является одним из немногих российских религиоведов, участвовавших в значимых международных конференциях не менее трёх раз.
Автор более 250 российских и международных научных работ (в том числе 25 учебно-методических работ), ответственный редактор более 30 сборников. Под его редакцией вышли 18 томов ежегодных сборников статей международных научно—практических конференций («Свеча», т. 1 — 18, 1997—2010).

## Критика
Религиовед, культуролог и директор Учебно-научного Центра изучения религий РГГУ Н. В. Шабуров в выступлении на круглом столе «Религия и свобода слова: преследование „Портала-Credo.ru“», прошедшем в декабре 2014 года в Сахаровском центре высказал чрезвычайное огорчение результатом экспертизы по порталу, которую подготовил религиовед Е. И. Аринин, которого он «знал как достаточно серьёзного религиоведа», но считает что это «позорная экспертиза, которая ложится каким-то пятном на всё религиоведческое сообщество», поскольку «нужно было очень постараться, чтобы увидеть в этом ролике действительно признаки экстремизма» и указал, что экстремизмом является возбуждение ненависти «которое может спровоцировать к каким-либо насильственным действиям», но «никаких подобного рода призывов здесь нет».

## Научные труды

### Диссертации
- Аринин Е. И. Субстратный, функциональный и системно-субстанциональный принципы познания сущности явлений : автореферат дис. … кандидата философских наук : 09.00.01 / Моск. гос. пед. ин-т им. В. И. Ленина. — Москва, 1989. — 16 с.
- Аринин Е. И. Принципы сущностного анализа в религиоведении : диссертация … доктора философских наук : 09.00.06. — Москва, 1999. — 305 с.
- Аринин Е. И. Принципы сущностного анализа в религиоведении : автореферат дис. … доктора философских наук : 09.00.06 / Моск. гос. ун-т им. М. В. Ломоносова. — Москва, 1999. — 37 с.

### Монографии
- Аринин Е. И. Философия религии. Принципы сущностного анализа : Монография. — Архангельск: ПГУ имени М. В. Ломоносова, 1998. — 295, [1] с. : портр. ISBN 5-88086-168-6
- Аринин Е. И., Маркова. Н. М. Философия религиозности: академическое введение в основные концепции и термины : монография. (недоступная ссылка) / М-во образования и науки РФ, Гос. образовательное учреждение высш. проф. образования Владимирский гос. ун-т. — Владимир : Изд-во Владимирского гос. ун-та, 2010. — 154, [1] с. ISBN 978-5-9984-0100-8
- Аринин Е. И. Специфика религиозного и религиоведческого образования. Монография. — LAP Lambert Academic Publishing, 2010.

### Курсы лекций
- Аринин Е. И. Религия вчера, сегодня, завтра : Курс лекций по истории религии. Вып. 1: Возникновение религии. — Архангельск : Изд-во Помор. пед. ун-та им. М. В. Ломоносова, 1993. — 175 с. ISBN 5-88086-027-2
- Аринин Е. И. Религиоведение : академ. курс лекций : в 2 ч. Ч. 1. / Федер. агентство по образованию, Гос. образоват. учреждение высш. проф. образования Владим. гос. ун-т. — Владимир : Изд-во Владим. гос. ун-та, 2005. — 115 с. : табл. ISBN 5-89368-620-9
- Аринин Е. И. Религиоведение : академ. курс лекций : в 2 ч. Ч. 2./ Федер. агентство по образованию, Гос. образоват. учреждение высш. проф. образования Владим. гос. ун-т. — Владимир : Изд-во Владим. гос. ун-та, 2007. — 311, [1] с. ISBN 5-89368-741-8
- Аринин Е. И., Арсенина О. В. Эволюция религии в современном мире (старообрядчество) : курс лекций по специальности «Религиоведение». / Федеральное агентство по образованию, Гос. образовательное учреждение высш. проф. образования, Владимирский гос. ун-т. — Владимир : Владимирский гос. ун-т, 2008. — 99 с. ISBN 978-5-89368-842-9 — (Приоритетные национальные проекты «Образование»).
- Аринин Е. И., Маркова Н. М. Эволюция религии в современном мире (католичество) : курс лекций. — Владимир : Изд-во Владимирского гос. ун-та, 2008. — 116, [1] с. ISBN 978-5-89368-866-5 (Приоритетные национальные проекты «Образование») (Инновационная образовательная программа. Проект 3: устойчивое развитие: человек-природа-культурное наследие. Цель: реализация инновационных образовательных программ для подготовки и переподготовки специалистов социально-экономической, медико-биологической и культурной сфер и для формирования у населения здорового образа жизни).
- Аринин Е. И., Андрякова Т. В., Маркова Н. М. Диалог религиозных и нерелигиозных мировоззрений: курс лекций. / Е. И. Аринин, Т. В. Андрякова, Н. М. Маркова; Владим. гос. ун-т. — Владимир: Изд-во Владим. гос. ун-та, 2008. — 123 с.

ISBN 978-5-89368-867-2

### Учебные пособия
- Аринин Е. И. Феномен религии : (Ист. и логико-методол. анализ интерпретаций религиозности) : Учеб. пособие / М-во образования Рос. Федерации. Владимир. гос. ун-т. — Владимир : Владимир. гос. ун-т, 2002. — 159, [1] с. ISBN 5-89368-315-3
- Аринин Е. И. Философия религии. Т. 1: Учебное пособие. — Владимир: Изд-во ВлГУ, 2003. — 184 с.
- Аринин Е. И. Наука и религия: Учебное пособие. Т. 2. Владимир: Изд-во ВлГУ. 2004. — 230 с.
- Аринин Е. И. Религиоведение : Учеб. пособие для вузов :Введение в основные концепции и термины. — М.: Академический проект. — 2004. — 320 с. — (Gaudeamus : Учеб. пособие для вузов). ISBN 5-8291-0457-1
- Аринин Е. И., Тюрин Ю. Я. Религиозная антропология : учеб. пособие для студентов спец. «Религиоведение» (недоступная ссылка) : в 2 ч. / Федер. агентство по образованию. Гос. образоват. учреждение высш. проф. образования, Владим. гос. ун-т. — Владимир : Владим. гос. ун-т, 2005. ISBN 5-89368-571-7
- Аринин Е. И., Нефедова И. Д. Психология религии : учеб. пособие для студентов спец. «Религиоведение» : в 2 ч. / Федер. агентство по образованию. Гос. образоват. учреждение высш. проф. образования, Владим. гос. ун-т. — Владимир : Владим. гос. ун-т, 2005. ISBN 5-89368-572-5
- Аринин Е. И., Кильдяшова Т. А. Эволюция религии в современном мире (протестантский фундаментализм) : учебное пособие для студентов специальности «Религиоведение» (недоступная ссылка) / Федеральное агентство по образованию, Гос. образовательное учреждение высш. проф. образования «Владимирский гос. ун-т». — Владимир : Изд-во Владимирского гос. ун-та, 2006. — 135 с. ISBN 5-89368-691-8
- Аринин Е. И. Религиоведение: Учебное пособие. Т. 1. Владимир: Изд-во ВлГУ, 2005. — 116 с.
- Аринин Е. И. Религиоведение: Учебное пособие. Т. 2. Владимир: Изд-во ВлГУ, 2007. — 312 с.
- Аринин Е. И. Философия религии : учеб. пособие : в 3 частях. Ч. 1 / Федеральное агентство по образованию, Гос. образовательное учреждение высш. проф. образования Владимирский гос. ун-т. — Владимир : Изд-во Владимирского гос. ун-та, 2009. — 199 с.
- Аринин Е. И. Философия религии : учеб. пособие : в 3 частях. Ч. 2. кн. 1: Формирование христианской философии религии (недоступная ссылка) / Федеральное агентство по образованию, Гос. образовательное учреждение высш. проф. образования Владимирский гос. ун-т. — Владимир : Изд-во Владимирского гос. ун-та, 2011. — 139, [1] с. (копия (недоступная ссылка))

### Статьи
- Аринин Е. И. Вопрос о происхождении и современном развитии российского религиоведения. // Учёные записки Орловского государственного университета. Научный журнал. — Орёл, ОГУ. — 2011. — № 1. — С.93-97

### Доклады
- Аринин Е. И. О проблеме определения сущности религии // Сб. Тезисов межвузовской науч.-практич. конференции «Ломоносовские чтения». — Архангельск, 1991. — С.33-35;
- Аринин Е. И. Сущность религии: проблема подходов и общего видения //Сб. резюме XIX Всемирного философского конгресса. Т.2. М., 1993. — С. 13
- Аринин Е. И. Своё и чужое в религии (Владимир Соловьев) // Человек верующий в культуре Древней Руси. Материалы международной научной конференции 5 — 6 декабря 2005 года / Отв. ред. Т. В. Чумакова. — СПб., Издательство «Лема», 2005. — С. 220—229. — 252 с. ISBN 5-98709-013-X
- Аринин Е. И. Проблема толерантности в свете понимания И. В. Гёте природы подлинной религиозности (недоступная ссылка) // Материалы II международной научно-теоретической конференции Образ человека и мира в «Махабхарате» и Бхагават-гите 20-21 ноября 2007 г. — Владимир: Владимир. гос универ. , 2007. — С. 10-14. — 192 с. ISBN 5-89368-754-X
- Аринин Е. И. «Владимирский регион в религиозной, религиоведческой и правовой перспективе» // Материалы Международной научной конференции «Свобода религии и демократии: старые и новые вызовы», Киев НАН Украины, август 2010.
- Аринин Е. И. Религии и религиоведение во Владимире: социальная роль в религии в общественных процессах // Международная научно-практической конференции «Религия как социальный феномен» — Москва, Узкое, 5 сентября 2011
- Аринин Е. И. Религиоведение как школа толерантности в системе образования // Международная научно-практическая конференция «Новые вызовы свободе совести в современной России» Москва Центральный дом журналиста, 26 июня 2012 года.

### Составление и научная редакция
- Религия вчера, сегодня, завтра : Сборник [В 3 вып.] Вып. 3: / Сост., отв. ред. Е. И. Аринин. — Архангельск : Изд-во Помор. междунар. пед. ун-та, 1994. — 221,[2] с. ISBN 5-88086-086-8
- Свеча-97 : Сб. методол. и метод. материалов по религиоведению и культурологии / Помор. гос. ун-т им. М. В. Ломоносова, Каф. культурологии и религиоведения, Арханг. обл. центр христиан. культуры; [Ред.-сост. Е. И. Аринин]. — Архангельск : Изд-во Помор. гос. ун-та, 1997. — 245,[1] с., [2] л. ил. ISBN 5-88086-130-9
- Свеча-2003 : Истоки : толерантность в религии и культуре : материалы междунар. конф. : в 2 т. / М-во образования Рос. Федерации, Владим. гос. ун-т, Помор. гос. ун-т им. М. В. Ломоносова; под ред. Е. И. Аринина. — Владимир : Владим. гос. ун-т, 2003.
- Свеча-2004: Истоки: природа, наука, религия и образование. Сб. науч. и метод. ст. по религиоведению и культурологии / под ред. Е. И. Аринина. — Владимир : Владим. гос. ун-т, 2004. — 394, [1] с. ISBN 5-89368-524-5
- Церковь, государство и общество в истории России и православных стран : материалы I Международной научной конференции, посвященной памяти православных просветителей святых равноапостольных Кирилла и Мефодия, 25-26 мая 2009 года, Владимир / Федеральное агентство по образованию, Администрация Владимирской обл., Гос. образовательное учреждение высш. проф. образования «Владимирский гос. ун-т», Союз краеведов Владимирской обл. ; [редкол. : Е. И. Аринин, отв. ред. и др.]. — Владимир : Владимирский гос. ун-т, 2009. — 385, [1] с.; 21 см. ISBN 978-5-89368-953-2
- Религиозность населения Владимирской области : (введение в социологию религии на материалах религиозных исследований) : учебное пособие для студентов специальности «Религиоведение» (недоступная ссылка) / [Е. И. Аринин и др.]; под ред. Е. И. Аринина ; М-во образования и науки РФ, Гос. образовательное учреждение высш. проф. образования Владимирский гос. ун-т. — Владимир : Изд-во Владимирского гос. ун-та, 2010. — 249, [2] с. : ил. ISBN 978-5-9984-0077-3
- Ваарденбург, Ж. Размышления о религиоведении, включая эссе работ Герарда ван дер Леу. Классические подходы к изучению религии. Цели, методы и теории исследования. Введение и антология (недоступная ссылка) / Ж. Ваарденбург; пер. с англ. под общ. ред. Е. И. Аринина. — Владимир : Изд-во Владим. гос. ун-та, 2010. — 408 с.

ISBN 978-5-9984-0099-5